# Ichneumon semicaudatus
Ichneumon semicaudatus là một loài tò vò trong họ Ichneumonidae.